# Aji Bhaskaran
Aji Bhaskaran (nacido el 25 de mayo de 1975) es un experto indio en taekwondo, cinturón negro 6.º Dan. Es árbitro y entrenador internacional y actualmente es director ejecutivo y vicepresidente ejecutivo de la Asociación de Taekwondo de Kerala (TAKE). También es miembro del Consejo Ejecutivo de la Federación de Taekwondo de la India.

## Biografía
Aji Bhaskaran nació el 25 de mayo de 1975. En 2014, estudió en la Universidad Kyung Hee en Corea del Sur, donde completó el Curso Internacional de Entrenadores de Taekwondo, ampliando su formación profesional y consolidándose como entrenador y árbitro de Taekwondo calificado.Ha arbitrado en importantes eventos de Taekwondo y entrenado a numerosos atletas, contribuyendo significativamente al desarrollo del Taekwondo en la India.